# Still Hacking Anyway
Still Hacking Anyway, kortweg SHA2017, was een hackersconferentie en openluchtfestival in Nederland. Het maakt deel uit van een vierjarige reeks die in 1989 begon met de Galactic Hacker Party in Paradiso in Amsterdam. In deze reeks was SHA2017 de opvolger van Observe. Hack. Make. uit 2013.

## Festival en organisatie
Het festival vond van 4 tot en met 8 augustus plaats op het Scoutinglandgoed Zeewolde. Ruim 3300 hackers en andere technologiefanaten uit 50 landen namen deel aan workshops en discussies, maar er werd vooral heel veel online gewerkt. De deelnemers beschikten tot in hun tenten over "belachelijk snel" internet: de downloadsnelheid overtreft de rekensnelheid van de meeste computers. Ook bouwden de vrijwilligers van de organisatie een serverpark, een radiostudio met FM licentie, en een gsm-toren. Het festival heeft op het gebied van superieure verbindingen een naam op te houden.

### Lezingen
Gedurende het festival werden op drie grote podia en meerdere kleine plekken lezingen en workshops gehouden. Een groot deel van de lezingen werden live gestreamd en daarna meteen op Youtube geplaatst.

### Brandweer
De brandweer van de veiligheidsregio Noord- en Oost-Gelderland plaatste een communicatiewagen op het terrein, om de hackers de beveiliging ervan te laten testen. Die bleek voor de aanwezigen niet moeilijk te kraken. Volgens burgemeester Van 't Erve van Lochem zal de beveiliging van de regionale brandweercommunicatie opgeschroefd worden. Ook van een zelfrijdende Tesla werd de softwarebeveiliging getest.